# Корно ди Розацо
Ко̀рно ди Роза̀цо (на италиански: Corno di Rosazzo; на фриулски: Cuar di Rosacis, Куар ди Розачис) е малко градче и община в Северна Италия, провинция Удине, автономен регион Фриули-Венеция Джулия. Разположено е на 88 m надморска височина. Населението на общината е 3284 души (към 2010 г.).